# Pukch'angni-bihaengjang
Pukch'angni-bihaengjang är en flygplats i Nordkorea.   Den ligger i provinsen Södra P'yŏngan, i den centrala delen av landet, 50 km norr om huvudstaden Pyongyang. Pukch'angni-bihaengjang ligger 40 meter över havet.
Terrängen runt Pukch'angni-bihaengjang är kuperad åt nordost, men åt sydväst är den platt. Runt Pukch'angni-bihaengjang är det tätbefolkat, med 683 invånare per kvadratkilometer. Trakten runt Pukch'angni-bihaengjang består till största delen av jordbruksmark.